# Zigeuneren Raphael
Zigeuneren Raphael er en film instrueret af ubekendt.